# Merja Kyllönen

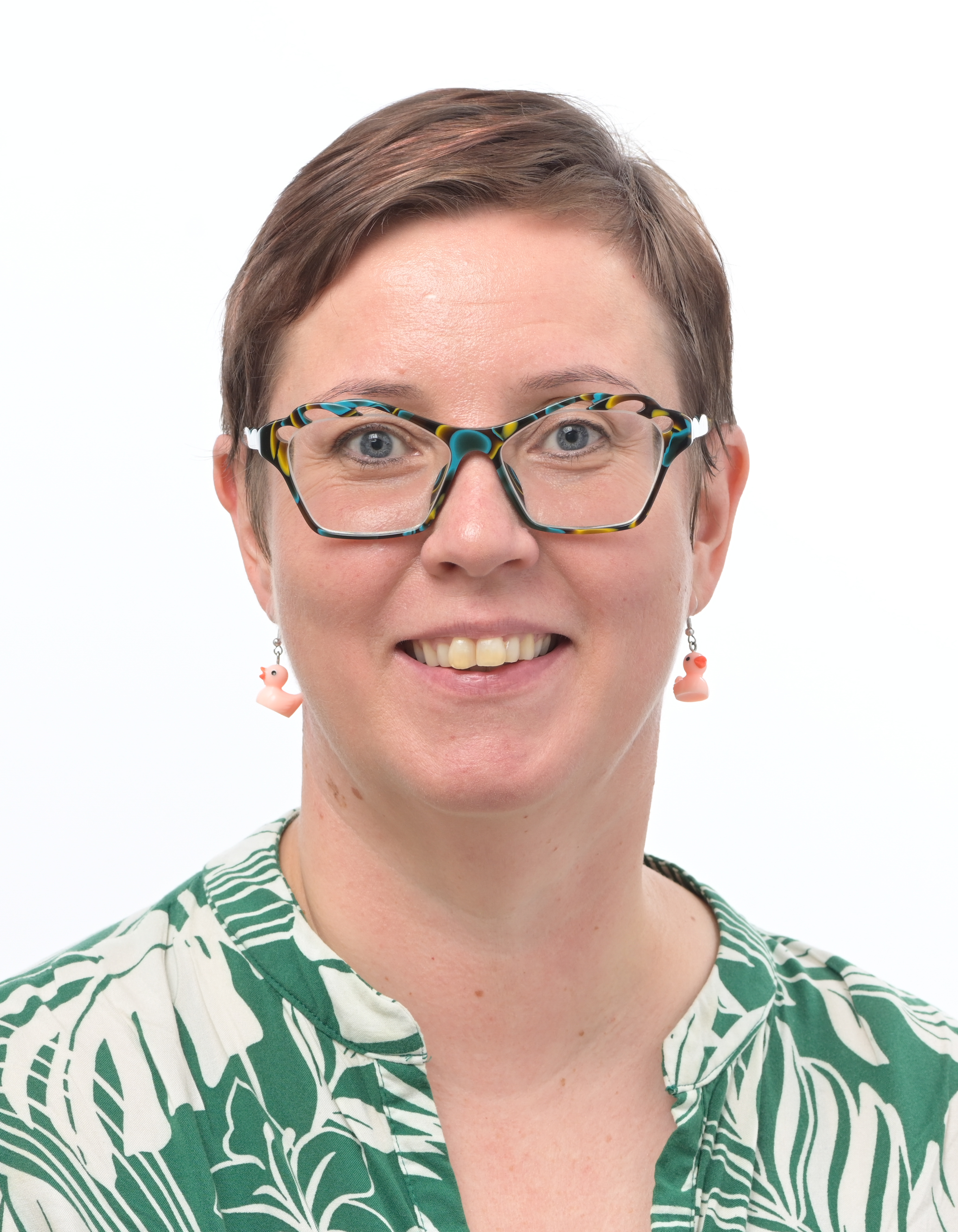
Merja Kyllönen (2024)

Merja Sinikka Kyllönen (* 25. Januar 1977 in Suomussalmi) ist eine finnische Politikerin (Linksbündnis).
Kyllönen wurde 2007 im Wahlkreis Oulu in den finnischen Reichstag gewählt. Zuvor war sie nach ihrem Studium in Oulu, das sie als ausgebildete Bioanalytikerin beendete, ab 2000 Gemeinderätin in Suomussalmi und ab 2004 Regionalabgeordnete von Kainuu. Nach den Parlamentswahlen in Finnland 2011 bekleidete sie das Amt der Verkehrsministerin im Kabinett Katainen. Im März 2014 kündigte das Linksbündnis aus Protest gegen die Sparmaßnahmen der Koalitionspartner den Rückzug aus der Regierung an. Kyllönen behielt den Ministerposten danach noch offiziell bis zum 4. April 2014.
Bei der Europawahl 2014 wurde Kyllönen ins Europäische Parlament gewählt.
Kyllönen verfasst Gedichte, die sie auf ihrer Homepage veröffentlicht.